# Vu Vĩ Quốc
Vu Vĩ Quốc (tiếng Trung: 于伟国; sinh tháng 10 năm 1955) là chính khách nước Cộng hòa Nhân dân Trung Hoa. Ông nguyên là Ủy viên Ủy ban Trung ương Đảng Cộng sản Trung Quốc khóa XIX, Bí thư Tỉnh ủy tỉnh Phúc Kiến kiêm Chủ nhiệm Ủy ban Thường vụ Đại hội đại biểu nhân dân tỉnh Phúc Kiến; Phó Bí thư Tỉnh ủy Phúc Kiến, Tỉnh trưởng Chính phủ Nhân dân tỉnh Phúc Kiến và Bí thư Thành ủy Hạ Môn, tỉnh Phúc Kiến.

## Tiểu sử

### Thân thế
Vu Vĩ Quốc là người Hán sinh tháng 10 năm 1955 ở Thái Thương, tỉnh Giang Tô, người Văn Đăng, Uy Hải, tỉnh Sơn Đông.

### Giáo dục
Tháng 9 năm 1979 đến tháng 7 năm 1983, Vu Vĩ Quốc theo học chuyên ngành văn học Trung Quốc khoa văn học ngôn ngữ Trung Quốc tại Đại học Nhân dân Trung Quốc.
Tháng 11 năm 1996 đến tháng 11 năm 1997, ông theo học lớp chương trình học nghiên cứu sinh chuyên ngành kinh tế thế giới tại Đại học Hạ Môn.

### Sự nghiệp
Tháng 1 năm 1973, ở tuổi 18, Vu Vĩ Quốc làm công nhân cho nhà máy công nghiệp hóa chất Trường Giang ở huyện Thái Thương, tỉnh Giang Tô. Tháng 7 năm 1973, Vu Vĩ Quốc chuyển đến làm công nhân, cán bộ và được cử làm Phó Bí thư Chi bộ Đảng của nhà máy vải huyện Thái Thương, tỉnh Giang Tô. Tháng 10 năm 1975, ông gia nhập Đảng Cộng sản Trung Quốc. Tháng 7 năm 1977 đến tháng 9 năm 1979, ông giữ chức vụ Bí thư Đoàn Thanh niên Cộng sản trấn Thành Sương, huyện Thái Thương nay thuộc thành phố cấp huyện Thái Thương, tỉnh Giang Tô.
Tháng 7 năm 1983, sau khi tốt nghiệp đại học, Vu Vĩ Quốc được phân phối về làm cán bộ công tác ở phòng nghiên cứu thuộc Ban Bí thư Trung ương Đảng Cộng sản Trung Quốc. Tháng 10 năm 1987, ông được điều chuyển công tác làm điều tra nghiên cứu viên Tổ nghiên cứu tổng hợp của Phòng Nghiên cứu Văn hiến Trung ương Đảng Cộng sản Trung Quốc, Phó Tổ trưởng Tiểu tổ cuộc đời Tổ nghiên cứu Đặng Tiểu Bình.
Tháng 5 năm 1991, Vu Vĩ Quốc công tác ở Cục Thư ký thuộc Văn phòng Trung ương Đảng Cộng sản Trung Quốc. Tháng 1 năm 1992, ông là thư ký Cục Thư ký mang hàm Trưởng phòng. Tháng 10 năm 1994, ông được thăng làm thư ký hàm Cục phó (trước và sau là thư ký cho Phó Chủ tịch nước Cộng hòa Nhân dân Trung Hoa Vương Chấn và Trưởng Ban Tuyên truyền Trung ương Đảng Cộng sản Trung Quốc Đinh Quan Căn).
Tháng 8 năm 1995, Vu Vĩ Quốc được bổ nhiệm làm Trợ lý Thị trưởng thành phố Hạ Môn, tỉnh Phúc Kiến. Tháng 5 năm 1999, ông được bổ nhiệm giữ chức Phó Thị trưởng thành phố Hạ Môn. Tháng 11 năm 1999, ông được bổ nhiệm làm Ủy viên Ban Thường vụ Thành ủy Hạ Môn, Tổng Thư ký Thành ủy Hạ Môn. Tháng 9 năm 2001, ông được bổ nhiệm làm Ủy viên Ban Thường vụ Thành ủy, Trưởng Ban Tổ chức Thành ủy Hạ Môn. Tháng 5 năm 2002, ông được bổ nhiệm giữ chức Phó Bí thư Thành ủy Hạ Môn kiêm Trưởng Ban Tổ chức Thành ủy Hạ Môn.
Tháng 1 năm 2005, Vu Vĩ Quốc được luân chuyển giữ chức vụ Phó Trưởng Ban Thường trực Ban Tổ chức Tỉnh ủy Phúc Kiến. Tháng 8 năm 2006, ông được bổ nhiệm làm Trưởng Ban Tổ chức Tỉnh ủy Phúc Kiến. Tháng 11 năm 2006, Vu Vĩ Quốc được bầu làm Ủy viên Ban Thường vụ Tỉnh ủy Phúc Kiến, Trưởng Ban Tổ chức Tỉnh ủy Phúc Kiến. Tháng 5 năm 2008, ông được giao kiêm nhiệm chức vụ Hiệu trưởng Trường Đảng Tỉnh ủy Phúc Kiến. Tháng 6 năm 2009, ông về làm Bí thư Thành ủy Hạ Môn, Ủy viên Ban Thường vụ Tỉnh ủy Phúc Kiến. Tháng 1 năm 2010, ông được bầu kiêm nhiệm chức vụ Chủ nhiệm Ủy ban Thường vụ Đại hội đại biểu nhân dân thành phố Hạ Môn.
Ngày 14 tháng 11 năm 2012, tại phiên bế mạc của Đại hội Đảng Cộng sản Trung Quốc lần thứ 18, Vu Vĩ Quốc được bầu làm Ủy viên dự khuyết Ban Chấp hành Trung ương Đảng Cộng sản Trung Quốc khóa XVIII. Tháng 4 năm 2013, Vu Vĩ Quốc được bổ nhiệm giữ chức vụ Phó Bí thư Tỉnh ủy Phúc Kiến. Ngày 26 tháng 11 năm 2015, ông được bổ nhiệm làm Phó Tỉnh trưởng Chính phủ nhân dân tỉnh Phúc Kiến đồng thời tạm quyền Tỉnh trưởng tỉnh Phúc Kiến. Ngày 15 tháng 1 năm 2016, ông chính thức được bầu giữ chức vụ Tỉnh trưởng tỉnh Phúc Kiến.
Ngày 24 tháng 10 năm 2017, tại Đại hội Đảng Cộng sản Trung Quốc lần thứ XIX, Vu Vĩ Quốc được bầu làm Ủy viên Ban Chấp hành Trung ương Đảng Cộng sản Trung Quốc khóa XIX. Ngày 28 tháng 10 năm 2017, Vu Vĩ Quốc được bổ nhiệm làm Bí thư Tỉnh ủy Phúc Kiến kế nhiệm ông Vưu Quyền. Ngày 31 tháng 1 năm 2018, tại Hội nghị lần thứ nhất của Đại hội đại biểu nhân dân khóa 13 tỉnh Phúc Kiến, ông được bầu kiêm nhiệm chức vụ Chủ nhiệm Ủy ban Thường vụ Đại hội đại biểu nhân dân tỉnh Phúc Kiến.